# صلاح الجزولی
صلاح الجزولی (انگلیسی: Salah Al-Jezoli؛ زادهٔ ۱۴ سپتامبر ۱۹۸۵) بازیکن فوتبال اهل سودان است.
از باشگاه‌هایی که در آن بازی کرده‌است می‌توان به باشگاه فوتبال المورده اشاره کرد.
وی همچنین در تیم ملی فوتبال سودان بازی کرده‌است.